# Seleção Italiana de Futebol Feminino
A Seleção Italiana de Futebol Feminino representa a Itália no futebol feminino internacional.

## Campanhas de destaque
- Eurocopa Feminina
  - 2º lugar - 1983, 1999
  - 3º lugar - 1985, 2025
  - 4º lugar - 1988, 2001

- Torneio Internacional de Futebol Feminino
  - 3º lugar em 2011
  - 2º lugar em 2016